# Galapagia amazonica
Galapagia amazonica är en bönsyrseart som beskrevs av Terra 1982. Galapagia amazonica ingår i släktet Galapagia och familjen Thespidae. Inga underarter finns listade i Catalogue of Life.